# Dhamar
'Dhamar este un oraș din Yemen, capitala governatoratului Dhamar. În 2004 avea o populație de 1.330.108 locuitori.